# 哥伦比亚领带
哥伦比亚领带（西班牙語：corbata colombiana）是一种处决或死后肢解办法，加害者会在受害者下颚下方割出一道深刀口，再将其舌头从刀口中拉扯出来，悬挂在脖颈处。哥伦比亚暴力时期，这种手段首次出现，作为心理战中的威吓手段。暴力时期里，曾出现过几种公开肢解手段，施暴者的目的是恐吓他人，令其不敢进入其领地。其他手段包括：杀害孕妇，将胎儿扯出，置于孕妇尸体之上，再把一只公鸡装入孕妇尸体腹中；将死亡男性的外生殖器官切下，塞入其口中；以及“花瓶切割”，即砍下受害者的四肢，再将其塞入其躯干。这些手段的共同目的就是将受害者非人化。